# 15329 Sabena
15329 Sabena è un asteroide della fascia principale. Scoperto nel 1993, presenta un'orbita caratterizzata da un semiasse maggiore pari a 3,1283584 UA e da un'eccentricità di 0,1320904, inclinata di 1,22471° rispetto all'eclittica.
L'asteroide è dedicato al personale della Sabena, compagnia di bandiera belga fino al 2001, anno della sua chiusura.